# Nowyj Rogaczik
Nowyj Rogaczik (ros. Новый Рогачик) – osiedle typu miejskiego w Rosji, w obwodzie wołgogradzkim, w rejonie gorodiszczeńskim. W 2010 liczyło 7166 mieszkańców.